# José Antonio González Velázquez
José Antonio González Velázquez – hiszpański architekt neoklasyczny.
Pochodził z rodziny o tradycjach artystycznych. Jego dziadek Pablo González Velázquez był rzeźbiarzem, a ojciec Alejandro i wujowie Antonio i Luis zostali malarzami.  
Studiował architekturę w Królewskiej Akademii Sztuk Pięknych św. Ferdynanda w Madrycie. Będąc wykładowcą akademii wziął udział w konkursie na stanowisko dyrektora Akademii Sztuk Pięknych San Carlos w Meksyku. Wygrał konkurs pokonując artystów takich jak Pedro Arnal i Cosme Acuña. W 1786 roku wyjechał do Meksyku, gdzie pracował w akademii i zrobił karierę jako architekt obiektów sakralnych.